# Herrarnas K-4 1000 meter i kanotsport vid olympiska sommarspelen 1984
Herrarnas K-4 1000 meter vid olympiska sommarspelen 1984 hölls på Lake Casitas i Los Angeles. 

## Medaljörer
| Gren          | Guld                                                                 | Silver                                                                 | Brons                                                                        |
| K-4 500 meter | Nya Zeeland Grant Bramwell Ian Ferguson Paul MacDonald Alan Thompson | Sverige Per-Inge Bengtsson Tommy Karls Lars-Erik Moberg Thomas Ohlsson | Frankrike François Barouh Philippe Boccara Pascal Boucherit Didier Vavasseur |

## Resultat

### Heat
| Heat 1 |                                                                                   |         |    |
| 1.     | Grant Bramwell, Ian Ferguson, Paul MacDonald och Alan Thompson (NZL)              | 3:05,99 | QS |
| 2.     | Ionel Constantin, Nicolae Fedosel, Ionel Letcae och Angelin Velea (ROU)           | 3:06,97 | QS |
| 3.     | Bernd Hessel, Oliver Kegel, Detlef Schmidt och Reiner Scholl (FRG)                | 3:07,30 | QS |
| 4.     | Don Brien, Mark Holmes, Don Irvine och Colin Shaw (CAN)                           | 3:08,07 | QR |
| 5.     | Gennaro Cirillo, Vincenzo Damista, Marco Ganna och Francesco Mandragona (ITA)     | 3:08,90 | QR |
| 6.     | Finn Borchgrevink, Frank Johannesen, Geir Kvillum och Arne Slettsjø (NOR)         | 3:10,93 | QR |
| 7.     | Grayson Bourne, Andrew Sheriff, Kevin Smith och Jeremy West (GBR)                 | 3:21,05 | QR |
| 8.     | Cheung Chak Chuen, Ng Hin Wan, Ng Tsuen Man och Tang Kwok Cheung (HKG)            | 3:21,05 | QR |
| Heat 2 |                                                                                   |         |    |
| 1.     | François Barouh, Philippe Boccara, Pascal Boucherit och Didier Vavasseur (FRA)    | 3:06,57 | QS |
| 2.     | John Doak, Robert Doak, Raymond Martin och Scott Wooden (AUS)                     | 3:08,32 | QS |
| 3.     | Per-Inge Bengtsson, Tommy Karls, Lars-Erik Moberg och Thomas Ohlsson (SWE)        | 3:08,33 | QS |
| 4.     | Iván González, Luis Gregorio Ramos, Juan José Román och Juan Manuel Sánchez (ESP) | 3:11,41 | QR |
| 5.     | Peter Ammann, Felix Buser, Marcel Eichenbeger och Helmut Lehmann (SUI)            | 3:12,89 | QR |
| 6.     | Veli-Pekka Harjola, Mikko Kolehmainen, Ilpo Nieminen och Mika Savilahti (FIN)     | 3:13,17 | QR |
| 7.     | Norman Bellingham, David Gilman, Dan Schnurrenberger och Chris Spelius (USA)      | 3:15,77 | QR |

### Återkval
| Återkval 1 |                                                                                   |                |    |
| 1.         | Don Brien, Mark Holmes, Don Irvine och Colin Shaw (CAN)                           | 3:16,52        | QS |
| 2.         | Peter Ammann, Felix Buser, Marcel Eichenbeger och Helmut Lehmann (SUI)            | 3:17,70        | QS |
| 3.         | Finn Borchgrevink, Frank Johannesen, Geir Kvillum och Arne Slettsjø (NOR)         | 3:18,04        | QS |
| 4.         | Norman Bellingham, David Gilman, Dan Schnurrenberger och Chris Spelius (USA)      | 3:19,72        |    |
| 5.         | Cheung Chak Chuen, Ng Hin Wan, Ng Tsuen Man och Tang Kwok Cheung (HKG)            | 3:46,92        |    |
| Återkval 2 |                                                                                   |                |    |
| 1.         | Grayson Bourne, Andrew Sheriff, Kevin Smith och Jeremy West (GBR)                 | 3:18,67        | QS |
| 2.         | Iván González, Luis Gregorio Ramos, Juan José Román och Juan Manuel Sánchez (ESP) | 3:21,87        | QS |
| 3.         | Veli-Pekka Harjola, Mikko Kolehmainen, Ilpo Nieminen och Mika Savilahti (FIN)     | 3:08,33        | QS |
| 4.         | Gennaro Cirillo, Vincenzo Damista, Marco Ganna och Francesco Mandragona (ITA)     | Did not finish |    |

### Semifinaler
| Semifinal 1 |                                                                                   |         |    |
| 1.          | Grant Bramwell, Ian Ferguson, Paul MacDonald och Alan Thompson (NZL)              | 3:05,67 | QF |
| 2.          | Per-Inge Bengtsson, Tommy Karls, Lars-Erik Moberg och Thomas Ohlsson (SWE)        | 3:06,78 | QF |
| 3.          | Grayson Bourne, Andrew Sheriff, Kevin Smith och Jeremy West (GBR)                 | 3:07,52 | QF |
| 4.          | Finn Borchgrevink, Frank Johannesen, Geir Kvillum och Arne Slettsjø (NOR)         | 3:07,97 |    |
| Semifinal 2 |                                                                                   |         |    |
| 1.          | François Barouh, Philippe Boccara, Pascal Boucherit och Didier Vavasseur (FRA)    | 3:06,57 | QF |
| 2.          | Iván González, Luis Gregorio Ramos, Juan José Román och Juan Manuel Sánchez (ESP) | 3:09,03 | QF |
| 3.          | Bernd Hessel, Oliver Kegel, Detlef Schmidt och Reiner Scholl (FRG)                | 3:09,65 | QF |
| 4.          | Peter Ammann, Felix Buser, Marcel Eichenbeger och Helmut Lehmann (SUI)            | 3:10,36 |    |
| Semifinal 3 |                                                                                   |         |    |
| 1.          | Ionel Constantin, Nicolae Fedosel, Ionel Letcae och Angelin Velea (ROU)           | 3:08,44 | QF |
| 2.          | Don Brien, Mark Holmes, Don Irvine och Colin Shaw (CAN)                           | 3:09,10 | QF |
| 3.          | John Doak, Robert Doak, Raymond Martin och Scott Wooden (AUS)                     | 3:09,98 | QF |
| 4.          | Veli-Pekka Harjola, Mikko Kolehmainen, Ilpo Nieminen och Mika Savilahti (FIN)     | 3:12,82 |    |

### Final
| Gold   | Grant Bramwell, Ian Ferguson, Paul MacDonald och Alan Thompson (NZL)              | 3:02,28 |
| Silver | Per-Inge Bengtsson, Tommy Karls, Lars-Erik Moberg och Thomas Ohlsson (SWE)        | 3:02,81 |
| Bronze | François Barouh, Philippe Boccara, Pascal Boucherit och Didier Vavasseur (FRA)    | 3:03,94 |
| 4.     | Ionel Constantin, Nicolae Fedosel, Ionel Letcae och Angelin Velea (ROU)           | 3:04,39 |
| 5.     | Grayson Bourne, Andrew Sheriff, Kevin Smith och Jeremy West (GBR)                 | 3:04,59 |
| 6.     | Iván González, Luis Gregorio Ramos, Juan José Román och Juan Manuel Sánchez (ESP) | 3:04,71 |
| 7.     | John Doak, Robert Doak, Raymond Martin och Scott Wooden (AUS)                     | 3:06,02 |
| 8.     | Bernd Hessel, Oliver Kegel, Detlef Schmidt och Reiner Scholl (FRG)                | 3:06,47 |
| 9.     | Don Brien, Mark Holmes, Don Irvine och Colin Shaw (CAN)                           | 3:06,66 |